# Wasilewicze (rejon grodzieński)
Wasilewicze (biał. Васілевічы) – wieś na Białorusi, położona w obwodzie grodzieńskim w rejonie grodzieńskim w posielkowym sowiecie Sopoćkinie. 
W latach 1921–1929 Wasilewicze należały do gminy Balla Wielka, a w latach 1929–1939 do gminy Wołłowiczowce (z siedzibą w Sopoćkiniach) w ówczesnym województwie białostockim.
Według Powszechnego Spisu Ludności z 1921 roku Wasilewicze zamieszkiwane były przez 312 osób, wśród których wszystkie zadeklarowało wyznanie rzymskokatolickie. Jednocześnie wszyscy mieszkańcy ówczesnych Wasilewicz zadeklarowali polską przynależność narodową.